# Lîmanne, Oceac
Lîmanne (în ucraineană Лиманне) este un sat în comuna Kameanka din raionul Oceac, regiunea Mîkolaiiv, Ucraina.

## Demografie
Componența lingvistică a localității Lîmanne
     Ucraineană (93,02%)
     Română (4,65%)
     Rusă (2,33%)
Conform recensământului din 2001, majoritatea populației localității Lîmanne era vorbitoare de ucraineană (93,02%), existând în minoritate și vorbitori de română (4,65%) și rusă (2,33%).